# Jiří Svoboda (architekt)
Jiří Svoboda (* 25. dubna 1961, Ostrava, Československo) je český architekt, designér a vysokoškolský pedagog. Mimo svou vlastní výtvarnou, architektonickou a akademickou činnost se v rámci svého výzkumu zabývá také architektonickou historií Zlína.[chybí lepší zdroj]

## Životopis
V letech 1980-83 studoval na Fakultě architektury Vysokého učení technického v Brně a o tři roky později absolvoval Školu architektury Akademie výtvarných umění v Praze. V roce 1987 krátce působil na Útvaru hlavního architekta okresu Zlín a roku 1988 se stal architektem na volné noze a založil sdružení VIO ART. Od roku 1996 tvořil samostatně ve své architektonické kanceláři pod značkou SADE (Svoboda Architectural DEsign), později (Svoboda Architecture Design & Education). 
Od roku 1990 také působil jako vysokoškolský pedagog - nejdříve na Vysoké škole uměleckoprůmyslové v Praze, katedře designu ve Zlíně, poté od roku 1998 na VUT v Brně, IRTMK ve Zlíně, v ateliéru prostorové prezentace, a od roku 2001 na nově vzniklé UTB ve Zlíně, Fakultě multimediálních komunikací, původně v ateliéru prostorové tvorby, jehož je zakladatelem, později v kabinetě teoretických studií a také v ateliéru prostorového designu.
V roce 2010 Jiří Svoboda získal doktorát na FA VUT v Brně a o rok později svou doktorskou práci Jiří Voženílek, Architekt ve Zlíně vydal jako knižní publikaci, a to jak v češtině, tak i v anglickém jazyce.[chybí lepší zdroj]
Na základě této práce dostal pozvání od Profesora Kennetha Framptona k postdoktorské stáži na Školu architektury Kolumbijské univerzity v New Yorku (GSAPP CU), kde strávil pod jeho vedením celý akademický rok 2015-2016.
Po návratu z USA ukončil své působení na FMK UTB ve Zlíně a od té doby se věnuje vlastní tvorbě a svým projektům.

## Jiné zájmy
Jeho koníčkem je sport, hlavně tenis, kterému se sám aktivně věnuje se svými dvěma syny.[chybí lepší zdroj] Dále vášnivě zahrádkaří.[chybí lepší zdroj]

## Odborné práce
- SVOBODA, Jiří. Architekt Jiří Voženílek a kolektivní dům ve Zlíně. Prostor Zlín. Roč. XIV, čís. 3/2009.
- SVOBODA, Jiří. 100. výročí narození architekta Jiřího Voženílka. Magazín Zlín. Srpen 2009, roč. XV, čís. 8, s. 8. Dostupné v archivu pořízeném dne 2013-04-03.
- SVOBODA, Jiří. Architekt Jiří Voženílek ve Zlíně. Brno: VUT v Brně, 2010. 29 s. Dostupné online. ISBN 978-80-214-4179-8.
- SVOBODA, Jiří. Jiří Voženílek: Architekt ve Zlíně. Brno: VUT v Brně, 2011. 149 s. ISBN 978-80-214-4287-0. (česky, anglicky)[4]
- SVOBODA, Jiří. Agregované sklo v architektuře a designu. Zlín: VeRBum, 2013. 84 p. ISBN 978-80-87500-42-2. [5]